# Rosse havik
De rosse havik (Erythrotriorchis radiatus) is een roofvogel uit de familie van de havikachtigen (Accipitridae).

## Verspreiding en leefgebied
Deze soort komt voor in noordelijk en oostelijk Australië.

## Status
De grootte van de populatie is in 2021 geschat op 900-1400 volwassen vogels. Op de Rode lijst van de IUCN heeft deze soort de status bedreigd.

## Externe link

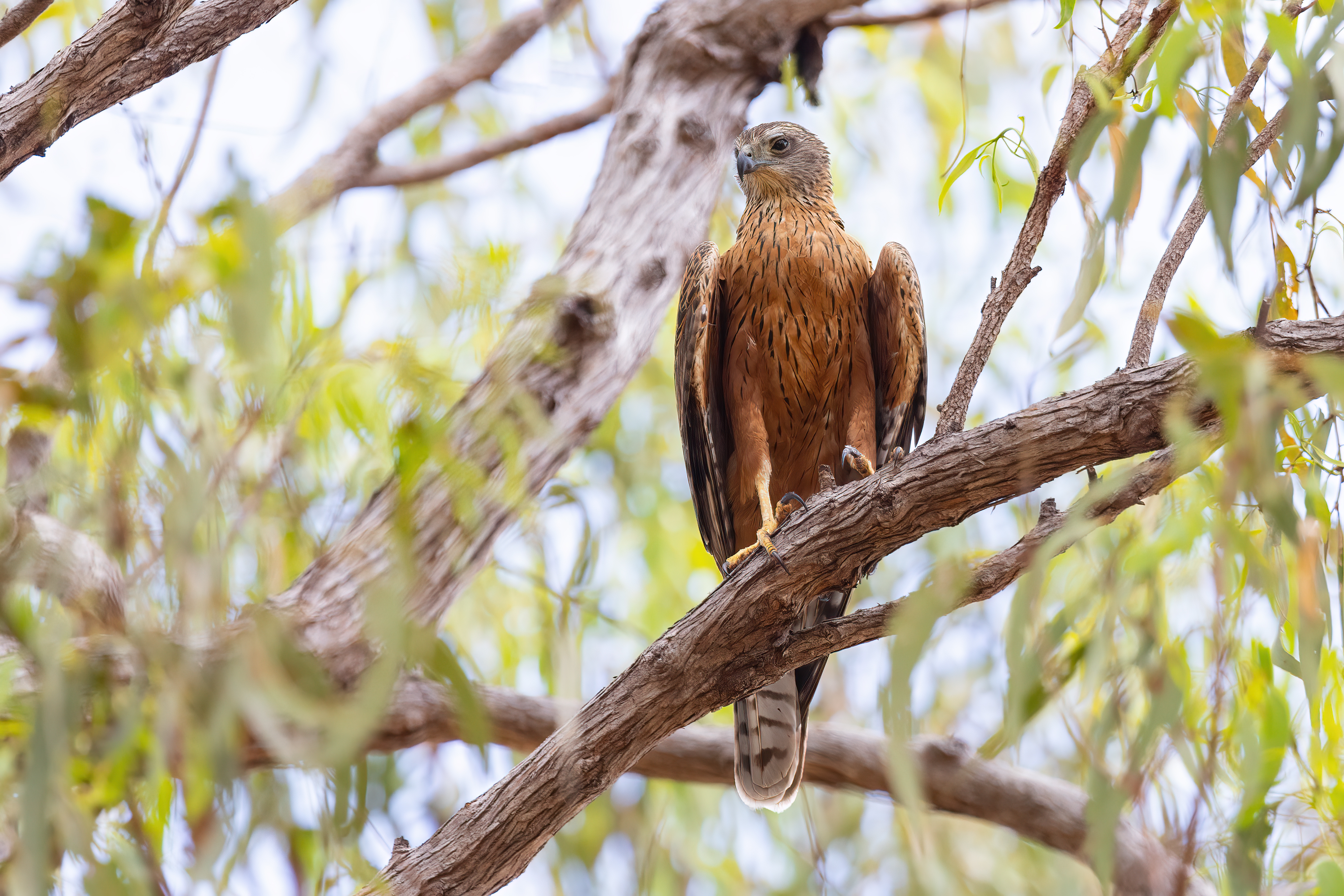